# Independence (Missouri)

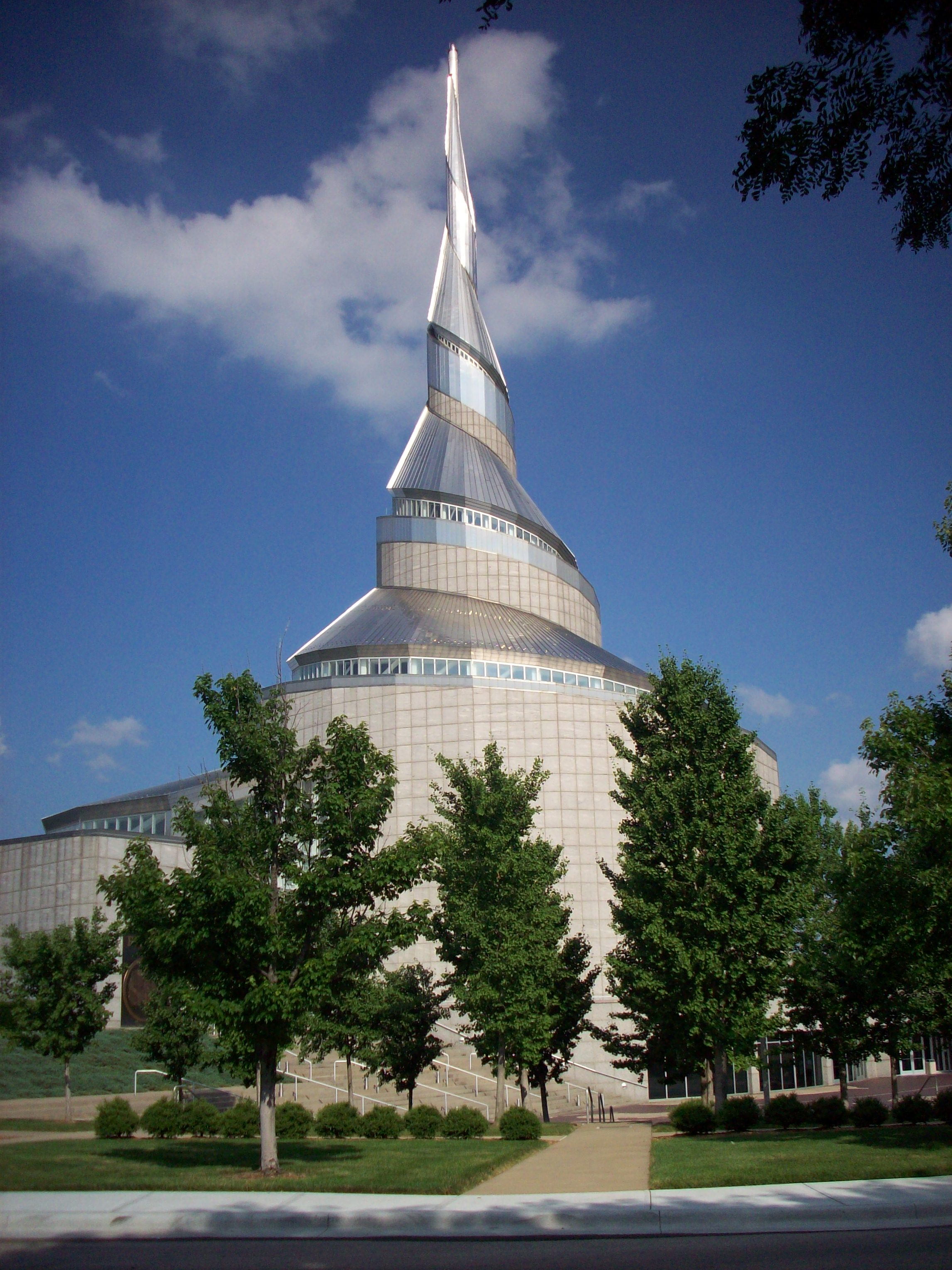
Świątynia Independence.

Independence – miasto w Stanach Zjednoczonych, w stanie Missouri, w zespole miejskim Kansas City, nad rzeką Verdigris. Siedziba hrabstwa Jackson. W 2019 roku liczy 116,7 tys. mieszkańców. 
Independence to miejsce narodzin religijnego ruchu Świętych w Dniach Ostatnich, a także siedziba ogólnoświatowych władz i świątyni Kościoła Społeczności Chrystusa, co sprawia, że hrabstwo Jackson (28.159 członków i 4,2% populacji) jest największym skupiskiem mormonów w stanie Missouri.

## Gospodarka
W mieście rozwinął się przemysł maszynowy, chemiczny, spożywczy oraz materiałów budowlanych.

## Klimat
Miasto leży w strefie klimatu wilgotnego subtropikalnego, z gorącym latem, należącego według klasyfikacji Köppena do strefy Cfa. Średnia temperatura roczna wynosi 12,5 °C, a opady 1036,3 mm (w tym do 37 cm opadów śniegu).

## Historia
12 maja 1846 roku z miasta wyruszyła na zachód szlakiem kalifornijskim Wyprawa Donnera.
Zostało założone w 1869 roku przez firmę, która kupiła część Rezerwatu Indian Osage. Przeżywało okresowe ożywienie gospodarcze dzięki odkryciu gazu ziemnego w 1881 r. i pól naftowych w 1903 r..

## Urodzeni w Independence
- Ginger Rogers (1911–1995) – aktorka, tancerka i piosenkarka[8]
- Margaret Weis (ur. 1948) – powieściopisarka
- Jim Butcher (ur. 1971) – powieściopisarz
- Bess Truman (1885–1982) – pierwsza dama Stanów Zjednoczonych